# Dalešice (pivo)
Dalešice je značka piva vyráběného v dalešickém pivovaru v obci Dalešice. Pivo je vyráběné starou metodou jen z vody, sladu, chmele a kvasnic, všechny druhy piv jsou tak hustší a nejsou tak čirá, jak jiné druhy piv.

## Vařená piva
- Světlý ležák 11° (jediný, který se prodává i filtrovaný, jiné pouze kvasnicové)
- Polotmavý ležák 12°
- Světlý speciál 13°
- Tmavý speciál 13°

## Restaurace
Dalešické pivo se čepuje například ve skupině brněnských restaurací Zelená kočka, v několika dalších brněnských restauracích, v třebíčské restauraci Na radostíně (nazývána Radar), ve Velké Bíteši ve Sport baru Klíma a také v pivovarské restauraci v pivovaru Dalešice.